# أنطون كوروبوف
أنطون كوروبوف (بالأوكرانية: Коробов Антон Сергійович) هو لاعب شطرنج أوكراني، ولد في 25 يونيو 1985 في ميجدوريتشينسك في روسيا.

## وصلات خارجية
- أنطون كوروبوف على موقع الاتحاد الدولي للشطرنج (الإنجليزية)
- أنطون كوروبوف على موقع مباريات الشطرنج (الإنجليزية)
- أنطون كوروبوف على موقع 365Chess.com (الإنجليزية)
- أنطون كوروبوف على موقع Chesstempo.com (الإنجليزية)
- أنطون كوروبوف سجل أولمبياد الشطرنج على موقع OlimpBase.org (الإنجليزية)